# Ad Janssen
Ad Janssen (Hooge Mierde, 27 mei 1957) is een Nederlands meesterkok en horeca-ondernemer. Hij is eigenaar van  enkele gastronomische bedrijven, waaronder het Kasteel van Rhoon.

## Carrière
Janssen werd in 1988 meesterkok. In datzelfde jaar werd hij chef-kok van het Kasteel van Rhoon dat hij in 1996 overnam. In de volgende jaren heeft hij diverse andere restaurants en gastronomische bedrijven overgenomen. Naast zijn werkzaamheden als chef-kok en ondernemer heeft Janssen ook enkele boeken geschreven. Op televisie werkte hij onder meer mee aan Lunch TV, TROS Middag Magazine, de Nederlandse versie van 1000 Seconden, TROS Tafel Twee en Zomeravondcafé.

## Erkenning
Van de Stichting Vakbekwaamheid Horeca kreeg hij een SVH Meestertitel als Meesterkok in 1988. Voor zijn ondernemerschap werd hij in 2011 verkozen tot Meest Markante Horeca-ondernemer van 2010, in een tweejaarlijkse verkiezing georganiseerd door Koninklijke Horeca Nederland en Horeca Entree.